# Okręg wyborczy nr 14 do Sejmu Rzeczypospolitej Polskiej (1993–2001)
Okręg wyborczy nr 14 do Sejmu Rzeczypospolitej Polskiej (1993–2001) obejmował województwo kaliskie. W ówczesnym kształcie został utworzony w 1993. Wybieranych było w nim 7 posłów w systemie proporcjonalnym.
Siedzibą okręgowej komisji wyborczej był Kalisz.

## Wyniki wyborów
| Podział 7 mandatów: SLD: 3 PSL: 3 UD: 1 |

| Podział 7 mandatów: SLD: 3 PSL: 1 UW: 1 AWS: 2 |

## Reprezentanci okręgu
| Sejm | Rok  | Poseł KW                                     | Poseł KW                                     | Poseł KW                                     | Poseł KW                                     | Poseł KW                                     | Poseł KW                                     | Poseł KW                                     | Poseł KW                                     | Poseł KW                                     | Poseł KW                                     | Poseł KW                                     | Poseł KW                                     | Poseł KW                                     | Poseł KW                                     |
| ---- | ---- | -------------------------------------------- | -------------------------------------------- | -------------------------------------------- | -------------------------------------------- | -------------------------------------------- | -------------------------------------------- | -------------------------------------------- | -------------------------------------------- | -------------------------------------------- | -------------------------------------------- | -------------------------------------------- | -------------------------------------------- | -------------------------------------------- | -------------------------------------------- |
| II   | 1993 |                                              | M. Siwiec SLD                                |                                              | T. Sytek PSL                                 |                                              | J. Gruszka PSL                               |                                              | J. Koralewski UD (1993) UW (1997)            |                                              | R. Szynalska SLD                             |                                              | A. Grzyb PSL                                 |                                              | S. Czajczyński SLD                           |
| III  | 1997 | G. Woźny SLD                                 |                                              | A. Wojtyła AWS                               |                                              |                                              | J. Gruszka PSL                               | W. Tomczak AWS                               | J. Koralewski UD (1993) UW (1997)            | S. Kaczmarek SLD                             | R. Szynalska SLD                             |                                              |                                              |                                              |                                              |
| IV   | 2001 | okręg zniesiony – patrz okręgi nr 3, 11 i 36 | okręg zniesiony – patrz okręgi nr 3, 11 i 36 | okręg zniesiony – patrz okręgi nr 3, 11 i 36 | okręg zniesiony – patrz okręgi nr 3, 11 i 36 | okręg zniesiony – patrz okręgi nr 3, 11 i 36 | okręg zniesiony – patrz okręgi nr 3, 11 i 36 | okręg zniesiony – patrz okręgi nr 3, 11 i 36 | okręg zniesiony – patrz okręgi nr 3, 11 i 36 | okręg zniesiony – patrz okręgi nr 3, 11 i 36 | okręg zniesiony – patrz okręgi nr 3, 11 i 36 | okręg zniesiony – patrz okręgi nr 3, 11 i 36 | okręg zniesiony – patrz okręgi nr 3, 11 i 36 | okręg zniesiony – patrz okręgi nr 3, 11 i 36 | okręg zniesiony – patrz okręgi nr 3, 11 i 36 |

### Wybory parlamentarne 1993
| Komitet wyborczy                                      | Komitet wyborczy                                     | Głosów | %     | Mandaty | Wybrani posłowie                                      |
| ----------------------------------------------------- | ---------------------------------------------------- | ------ | ----- | ------- | ----------------------------------------------------- |
|                                                       | Sojusz Lewicy Demokratycznej                         | 64 146 | 23,50 | 3       | Marek Siwiec, Renata Szynalska, Stanisław Czajczyński |
|                                                       | Polskie Stronnictwo Ludowe                           | 63 040 | 23,09 | 3       | Tadeusz Sytek, Józef Gruszka, Andrzej Grzyb           |
|                                                       | Unia Demokratyczna                                   | 26 309 | 9,64  | 1       | Jerzy Koralewski                                      |
|                                                       | Unia Pracy                                           | 16 570 | 6,07  | –       |                                                       |
|                                                       | Katolicki Komitet Wyborczy „Ojczyzna”                | 14 897 | 5,46  | –       |                                                       |
|                                                       | Bezpartyjny Blok Wspierania Reform                   | 12 392 | 4,54  | –       |                                                       |
|                                                       | Niezależny Samorządny Związek Zawodowy „Solidarność” | 12 021 | 4,40  | –       |                                                       |
|                                                       | Porozumienie Centrum                                 | 10 158 | 3,72  | –       |                                                       |
|                                                       | Partia X                                             | 9529   | 3,49  | –       |                                                       |
|                                                       | Samoobrona – Leppera                                 | 9401   | 3,44  | –       |                                                       |
|                                                       | Konfederacja Polski Niepodległej                     | 8665   | 3,17  | –       |                                                       |
|                                                       | Kongres Liberalno-Demokratyczny                      | 6521   | 2,39  | –       |                                                       |
|                                                       | Polskie Stronnictwo Ludowe – Porozumienie Ludowe     | 6364   | 2,33  | –       |                                                       |
|                                                       | Unia Polityki Realnej                                | 6133   | 2,25  | –       |                                                       |
|                                                       | Koalicja dla Rzeczypospolitej                        | 5280   | 1,93  | –       |                                                       |
|                                                       | NOT Stowarzyszenia Techniczne                        | 1544   | 0,57  | –       |                                                       |
| Frekwencja: 56,64% Źródło: Państwowa Komisja Wyborcza |                                                      |        |       |         |                                                       |

Poniższa tabela przedstawia podział mandatów dla komitetów wyborczych na podstawie uzyskanych głosów, a następnie obliczonych ilorazów wyborczych na podstawie metody D’Hondta.
| Podział mandatów dla komitetów wyborczych na podstawie metody D’Hondta | Podział mandatów dla komitetów wyborczych na podstawie metody D’Hondta | Podział mandatów dla komitetów wyborczych na podstawie metody D’Hondta | Podział mandatów dla komitetów wyborczych na podstawie metody D’Hondta | Podział mandatów dla komitetów wyborczych na podstawie metody D’Hondta | Podział mandatów dla komitetów wyborczych na podstawie metody D’Hondta | Podział mandatów dla komitetów wyborczych na podstawie metody D’Hondta | Podział mandatów dla komitetów wyborczych na podstawie metody D’Hondta | Podział mandatów dla komitetów wyborczych na podstawie metody D’Hondta | Podział mandatów dla komitetów wyborczych na podstawie metody D’Hondta | Podział mandatów dla komitetów wyborczych na podstawie metody D’Hondta |
| Komitet wyborczy                                                       | Komitet wyborczy                                                       | Liczba głosów                                                          | Iloraz wyborczy                                                        | Iloraz wyborczy                                                        | Iloraz wyborczy                                                        | Iloraz wyborczy                                                        | Iloraz wyborczy                                                        | Iloraz wyborczy                                                        | Mandaty                                                                | TP                                                                     |
| Komitet wyborczy                                                       | Komitet wyborczy                                                       | Liczba głosów                                                          | /1                                                                     | /2                                                                     | /3                                                                     | /4                                                                     | ...                                                                    | /7                                                                     | Mandaty                                                                | TP                                                                     |
| ---------------------------------------------------------------------- | ---------------------------------------------------------------------- | ---------------------------------------------------------------------- | ---------------------------------------------------------------------- | ---------------------------------------------------------------------- | ---------------------------------------------------------------------- | ---------------------------------------------------------------------- | ---------------------------------------------------------------------- | ---------------------------------------------------------------------- | ---------------------------------------------------------------------- | ---------------------------------------------------------------------- |
|                                                                        | Sojusz Lewicy Demokratycznej                                           | 64 146                                                                 | 64 146                                                                 | 32 073                                                                 | 21 382                                                                 | 16 037                                                                 | ...                                                                    | 9164                                                                   | 3                                                                      | 2,35                                                                   |
|                                                                        | Polskie Stronnictwo Ludowe                                             | 63 040                                                                 | 63 040                                                                 | 31 520                                                                 | 21 013                                                                 | 15 760                                                                 | ...                                                                    | 9006                                                                   | 3                                                                      | 2,31                                                                   |
|                                                                        | Unia Demokratyczna                                                     | 26 309                                                                 | 26 309                                                                 | 13 155                                                                 | 8770                                                                   | 6577                                                                   | ...                                                                    | 3758                                                                   | 1                                                                      | 0,96                                                                   |
|                                                                        | Unia Pracy                                                             | 16 570                                                                 | 16 570                                                                 | 8285                                                                   | 5523                                                                   | 4143                                                                   | ...                                                                    | 2367                                                                   | 0                                                                      | 0,61                                                                   |
|                                                                        | Bezpartyjny Blok Wspierania Reform                                     | 12 392                                                                 | 12 392                                                                 | 6196                                                                   | 4131                                                                   | 3098                                                                   | ...                                                                    | 1770                                                                   | 0                                                                      | 0,45                                                                   |
|                                                                        | Konfederacja Polski Niepodległej                                       | 8665                                                                   | 8665                                                                   | 4333                                                                   | 2888                                                                   | 2166                                                                   | ...                                                                    | 1238                                                                   | 0                                                                      | 0,32                                                                   |
| Ogółem                                                                 | Ogółem                                                                 | 191 112                                                                | —                                                                      | —                                                                      | —                                                                      | —                                                                      | —                                                                      | —                                                                      | 7                                                                      | 7                                                                      |

### Wybory parlamentarne 1997
| Komitet wyborczy                                      | Komitet wyborczy                          | Głosów | %     | Mandaty | Wybrani posłowie                                    |
| ----------------------------------------------------- | ----------------------------------------- | ------ | ----- | ------- | --------------------------------------------------- |
|                                                       | Sojusz Lewicy Demokratycznej              | 78 819 | 32,56 | 3       | Grzegorz Woźny, Renata Szynalska, Seweryn Kaczmarek |
|                                                       | Akcja Wyborcza Solidarność                | 63 227 | 26,12 | 2       | Andrzej Wojtyła, Witold Tomczak                     |
|                                                       | Polskie Stronnictwo Ludowe                | 29 665 | 12,26 | 1       | Józef Gruszka                                       |
|                                                       | Unia Wolności                             | 28 114 | 11,62 | 1       | Jerzy Koralewski                                    |
|                                                       | Unia Pracy                                | 15 581 | 6,44  | –       |                                                     |
|                                                       | Ruch Odbudowy Polski                      | 10 832 | 4,48  | –       |                                                     |
|                                                       | Krajowa Partia Emerytów i Rencistów       | 5797   | 2,40  | –       |                                                     |
|                                                       | Krajowe Porozumienie Emerytów i Rencistów | 3760   | 1,55  | –       |                                                     |
|                                                       | Unia Prawicy Rzeczypospolitej             | 3228   | 1,33  | –       |                                                     |
|                                                       | Blok dla Polski                           | 3013   | 1,24  | –       |                                                     |
| Frekwencja: 48,76% Źródło: Państwowa Komisja Wyborcza |                                           |        |       |         |                                                     |

Poniższa tabela przedstawia podział mandatów dla komitetów wyborczych na podstawie uzyskanych głosów, a następnie obliczonych ilorazów wyborczych na podstawie metody D’Hondta.
| Podział mandatów dla komitetów wyborczych na podstawie metody D’Hondta | Podział mandatów dla komitetów wyborczych na podstawie metody D’Hondta | Podział mandatów dla komitetów wyborczych na podstawie metody D’Hondta | Podział mandatów dla komitetów wyborczych na podstawie metody D’Hondta | Podział mandatów dla komitetów wyborczych na podstawie metody D’Hondta | Podział mandatów dla komitetów wyborczych na podstawie metody D’Hondta | Podział mandatów dla komitetów wyborczych na podstawie metody D’Hondta | Podział mandatów dla komitetów wyborczych na podstawie metody D’Hondta | Podział mandatów dla komitetów wyborczych na podstawie metody D’Hondta | Podział mandatów dla komitetów wyborczych na podstawie metody D’Hondta | Podział mandatów dla komitetów wyborczych na podstawie metody D’Hondta |
| Komitet wyborczy                                                       | Komitet wyborczy                                                       | Liczba głosów                                                          | Iloraz wyborczy                                                        | Iloraz wyborczy                                                        | Iloraz wyborczy                                                        | Iloraz wyborczy                                                        | Iloraz wyborczy                                                        | Iloraz wyborczy                                                        | Mandaty                                                                | TP                                                                     |
| Komitet wyborczy                                                       | Komitet wyborczy                                                       | Liczba głosów                                                          | /1                                                                     | /2                                                                     | /3                                                                     | /4                                                                     | ...                                                                    | /7                                                                     | Mandaty                                                                | TP                                                                     |
| ---------------------------------------------------------------------- | ---------------------------------------------------------------------- | ---------------------------------------------------------------------- | ---------------------------------------------------------------------- | ---------------------------------------------------------------------- | ---------------------------------------------------------------------- | ---------------------------------------------------------------------- | ---------------------------------------------------------------------- | ---------------------------------------------------------------------- | ---------------------------------------------------------------------- | ---------------------------------------------------------------------- |
|                                                                        | Sojusz Lewicy Demokratycznej                                           | 78 819                                                                 | 78 819                                                                 | 39 410                                                                 | 26 273                                                                 | 19 705                                                                 | ...                                                                    | 11 260                                                                 | 3                                                                      | 2,62                                                                   |
|                                                                        | Akcja Wyborcza Solidarność                                             | 63 227                                                                 | 63 227                                                                 | 31 614                                                                 | 21 076                                                                 | 15 807                                                                 | ...                                                                    | 9032                                                                   | 2                                                                      | 2,10                                                                   |
|                                                                        | Polskie Stronnictwo Ludowe                                             | 29 665                                                                 | 29 665                                                                 | 14 833                                                                 | 9888                                                                   | 7416                                                                   | ...                                                                    | 4238                                                                   | 1                                                                      | 0,99                                                                   |
|                                                                        | Unia Wolności                                                          | 28 114                                                                 | 28 114                                                                 | 14 057                                                                 | 9371                                                                   | 7029                                                                   | ...                                                                    | 4016                                                                   | 1                                                                      | 0,93                                                                   |
|                                                                        | Ruch Odbudowy Polski                                                   | 10 832                                                                 | 10 832                                                                 | 5416                                                                   | 3611                                                                   | 2708                                                                   | ...                                                                    | 1547                                                                   | 0                                                                      | 0,36                                                                   |
| Ogółem                                                                 | Ogółem                                                                 | 210 657                                                                | —                                                                      | —                                                                      | —                                                                      | —                                                                      | —                                                                      | —                                                                      | 7                                                                      | 7                                                                      |